# Vempire or Dark Faerytales in Phallustein
Vempire or Dark Faerytales in Phallustein is de tweede officiële muziekuitgave van extreme-metalband Cradle of Filth. De titel is een woordspeling op de woorden "Vampire" en "Empire". Dit was de laatste muziekuitgave van de band onder het label Cacophonous Records, haastig geschreven en opgenomen voor dat label als een contractuele verplichting die de bandleden waren aangegaan voordat zij overstapten naar Music For Nations. De band beschuldigde het label van "financieel wanbeheer" en wilde overstappen. Desondanks werd het album heel positief ontvangen door recensenten en fans, en een aantal nummers zijn vandaag de dag nog steeds terug te vinden in de liveoptredens van de band. De uitgave wordt eerder als een ep gezien dan een volledig album. Aanvankelijk zouden dit album en het volgende, Dusk and Her Embrace, één groot muziekalbum worden, maar uiteindelijk liep het anders vanwege de eerder genoemde problemen.
Vempire is cleaner en heeft een beter geproduceerd geluid dan zijn voorganger, The Principle of Evil Made Flesh, maar behoudt de snelle en hoogst technische instrumentatie. Dani Filths zang is helder en heeft zich meer ontwikkeld naar de stijl waarom hij thans zo bekendstaat. De zang varieert tussen een aantal extreme stijlen om een algeheel theatraal gevoel over te brengen. Het album bevat ook een herproductie van het nummer "The Forest Whispers My Name" van het vorige album. Vempire is de eerste opname waarin de achtergrondzangeres Sarah Jezebel Deva te horen is.
"Queen of Winter, Throned" begint op dezelfde wijze als het nummer "A Dream of Wolves in the Snow" van het vorige album.

## Nummers
Cradle of Filth schreef zelf alle muziek. Dani Filth schreef alle tekst bij de muziek.
1. "Ebony Dressed for Sunset" – 2:49
2. "The Forest Whispers My Name" – 4:41
3. "Queen of Winter, Throned" – 10:27
4. "Nocturnal Supremacy" – 5:53
5. "She Mourns a Lengthening Shadow" – 3:42 [instrumentaal]
6. "The Rape and Ruin of Angels (Hosannas in Extremis)" – 8:52

## Bandleden
- Dani Filth – Zanger
- Nicholas Barker – Drums
- Jared Demeter – Gitaar
- Stuart Antsis – Gitaar
- Damien Gregori – Keyboard
- Robin Eaglestone – Basgitaar
- Sarah Jezebel Deva – Achtergrondzangeres